# Bearskin Lake Airport
Bearskin Lake Airport är en flygplats i Kanada.   Den ligger i provinsen Ontario, i den östra delen av landet, 1 500 km nordväst om huvudstaden Ottawa. Bearskin Lake Airport ligger 242 meter över havet.
Terrängen runt Bearskin Lake Airport är mycket platt. Trakten runt Bearskin Lake Airport är nära nog obefolkad, med mindre än två invånare per kvadratkilometer..